# Přední Kopanina
Přední Kopanina (en allemand : Vorder Kopanin) est un quartier pragois situé dans le nord-ouest de la capitale tchèque, appartenant à l'arrondissement de Prague 6, d'une superficie de 327,6 hectares est un quartier de Prague. En 2018, la population était de 687 habitants.
La ville est devenue une partie de Prague en 1974.